# Violet Van der Elst
Pour les articles homonymes, voir Van der Elst.
Violet Van der Elst, née le 4 janvier 1882  et morte le 30 avril 1966, est une femme d'affaires britannique, connue pour son combat contre la peine de mort au Royaume-Uni.

## Biographie
Née Violet Anne Dodge, elle est la fille d'un porteur de charbon et d'une blanchisseuse, et a elle-même travaillé comme femme de ménage. En 1903, elle épouse Henry Arthur Nathan, un ingénieur civil de 13 ans son aîné. Elle développe des cosmétiques dont Shavex, la première crème à raser sans blaireau et devient une femme d'affaires prospère. Après la mort de son premier mari le 15 novembre 1927, elle épouse Jean Julien Romain Van der Elst, un Belge qui travaille pour elle comme gérant, mais qui est aussi artiste peintre.
Ayant amassé une énorme fortune personnelle, elle achète en 1937 le Harlaxton Manor, dans le Lincolnshire, dans le centre-est de l'Angleterre,.
Elle gagne en notoriété par ses campagnes virulentes contre la peine de mort et se présente à trois reprises, mais sans succès, comme candidate à la Chambre des communes. Tout d'abord, dans la circonscription de Putney lors des élections générales de 1935 en tant qu'indépendante et où elle finit arrivant en troisième position. Puis elle se présente dans la circonscription de Southwark Central lors d'une élection partielle en 1940 en tant que candidate indépendante soutenant le gouvernement national. Elle arrive encore troisième. Et enfin, elle se présente une dernière fois dans la circonscription de Hornchurch lors des élections générales de 1945 en tant qu'indépendante, arrivant en quatrième position.
Sa campagne, son comportement et sa carrière politique infructueuse ont réduit sa fortune, la forçant à vendre son manoir et à déménager pour un appartement à Knightsbridge à Londres en 1959.

## Ouvrages
Elle écrit On the Gallows en 1937, un ouvrage dans le cadre de ses efforts pour mettre fin à la peine de mort. La même année, elle publie un recueil de 13 histoires de fantômes, The Torture Chamber and Other Stories.

## Mort et héritage
Largement tombée dans l'oubli, elle meurt au Ticehurst House Hospital, un asile d'aliénés, à Ticehurst, dans le Sussex, le 30 avril 1966, à l'âge de 84 ans,. Sa richesse avait fondu à 15 528 £. Mais elle aura connu de son vivant l'abolition de la peine capitale pour meurtre en Grande-Bretagne l'année précédente son décès.
Dans le film britannique Pierrepoint de 2005, qui raconte la vie du bourreau du Royaume-Uni Albert Pierrepoint, elle est interprétée par Ann Bell.